# Струнный секстет

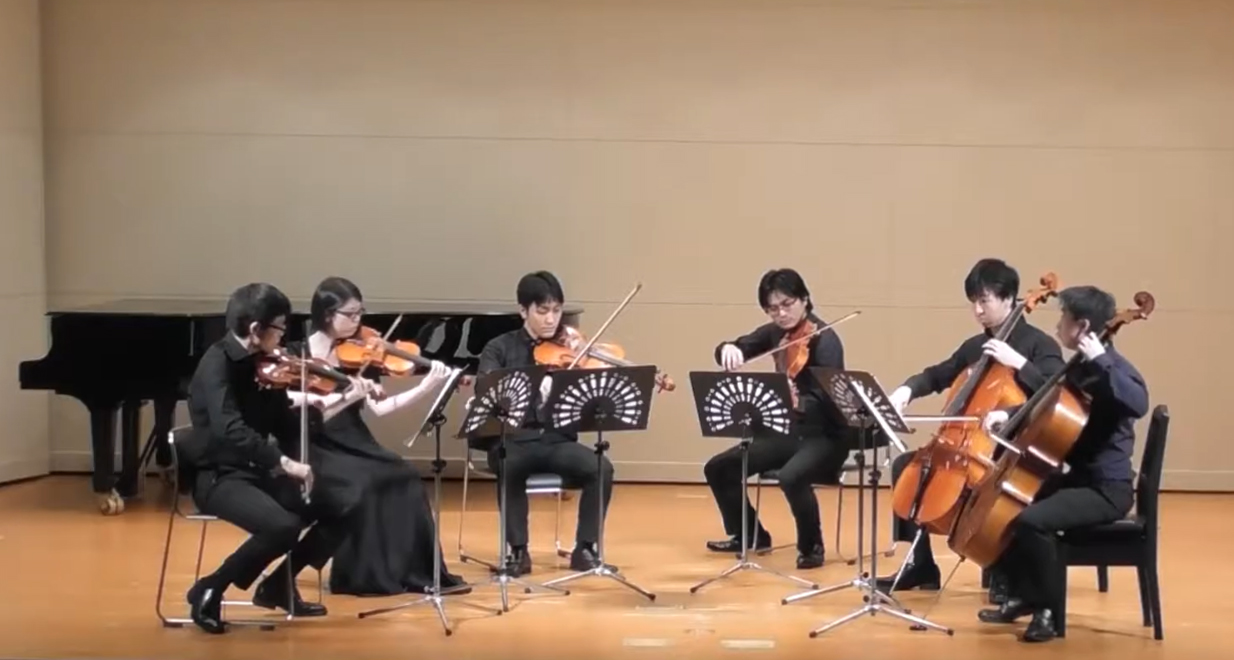
Струнный секстет на сцене

В классической музыке стру́нный сексте́т — ансамбль из шести музыкантов-исполнителей на струнных инструментах, а также произведение, написанное для такого состава исполнителей.

## Форма
По мнению музыковеда Людвига Финшера, струнный секстет (в отличие от струнных трио, квартета и даже квинтета) не сложился в истории музыки как устойчивая форма, поскольку в ансамбле из шести струнных инструментов затруднительно индивидуализировать каждый голос, как этого требует камерная музыка; к тому же, указывает Финшер, исторически развитие секстета затруднялось тем, что собрать для выступления ансамбль из шести музыкантов было сложнее, чем из трёх-четырёх.
Тем не менее, в музыке XIX—XX веков имеется немало образцов струнного секстета — в большинстве случаев написанных для ансамбля, состоящего из двух скрипок, двух альтов и двух виолончелей. Другие комбинации (три скрипки, альт и две виолончели; три скрипки, два альта и виолончель; две скрипки, два альта, виолончель и контрабас; две скрипки, альт, две виолончели, контрабас — и так далее) встречаются значительно реже; совсем редко встречаются сочинения для шести одинаковых струнных инструментов (Вариации для шести скрипок Людвига Маурера, Фуга для шести виолончелей на темы Бетховена Кристофера Бантинга).

## История
Основоположником струнного секстета считается Луиджи Боккерини, который в рамках своих обязанностей придворного музыканта испанского принца Луиса Антонио Хайме написал в 1776 году шесть секстетов соч. 23 для ставшего в дальнейшем стандартным состава (изданы годом позже парижским издателем Ж. Ж. Зибером). Однако, как указывает исследователь струнных составов для шести и более инструментов Михаэль Ваккербауэр, на Боккерини вполне могли повлиять написанные в 1773—1774 гг. секстеты Гаэтано Брунетти, работавшего в это же время при дворе испанского короля Карла III. Но Брунетти писал для трёх скрипок, альта и двух виолончелей, и его секстеты остались малоизвестными.
Среди последующих секстетов выделяются секстет Луи Шпора соч. 140 (1848), два секстета Иоганнеса Брамса — соч. 18 (1860) и соч. 36 (1865), соч. 48 Антонина Дворжака (1878), «Воспоминание о Флоренции» соч. 70 П. И. Чайковского (1890), «Просветлённая ночь» соч. 4 Арнольда Шёнберга (1899), соч. 118 Макса Регера (1910), соч. 10 Эриха Вольфганга Корнгольда (1916), соч. 45 Эрвина Шульгофа (1924). В дальнейшем к форме струнного секстета обращались также Богуслав Мартину, Дариус Мийо, Уолтер Пистон, Петерис Васкс, Фридрих Церха, Чарльз Вуоринен, Янис Ксенакис и другие заметные композиторы. В форме струнного секстета написана также увертюра к опере Рихарда Штрауса «Каприччио» (1942), нередко исполняемая как отдельная концертная пьеса.